# لانتانا كولومبية
لانتانا كولومبية (الاسم العلمي: Lantana colombiana) هي نوع نباتي يتبع جنس اللانتانا من فصيلة اللويزية.